# Спілка журналістів Росії
Спілка журналістів Росії (рос. Союз журналистов России) — професійна незалежна громадська організація працівників засобів масової інформації Росії.

## Історія організації
Веде свою історію від 13 листопада 1918 року, від часу першого з'їзду радянських журналістів. У той час організація мала назву Російська спілка радянських журналістів (рос. Российский союз советских журналистов). Почесними головами першого з'їзду були вибрані Володимир Ленін і Лев Троцький, які в анкетах іменували себе журналістами.
Організатором і першим головою Спілки журналістів Росії був прозаїк і публіцист Михайло Андрійович Осоргін (Ільін). Його найближчими сподвижниками по створенню творчої спілки російських журналістів були поет Владислав Ходасевич, а також літературознавець і історик Михайло Гершензон. Серед перших членів Спілки були Микола Бухарін, Надія Крупська, Анатолій  Луначарський, Сергій Єсенін.
У травні 1919 року Спілка був перетворений в Комуністичну спілку журналістів, а в липні того ж року на правах секції увійшов до складу Союзу працівників освіти і соціалістичної культури.
1928 року 6‑й з'їзд працівників друку остаточно оформив перехід секції журналістів в Союз друкарів, а через два роки з'їзд Союзу друкарів приймає рішення про ліквідацію в своєму складі самостійної секції Спілки журналістів.
До 1956 року Спілка журналістів була фактично розпущена і не діяла. Тільки у 1956 році було створено оргбюро Спілки журналістів СРСР.
12 листопада 1959 року відбувся Перший з'їзд Спілки журналістів СРСР, правонаступником якого стала Спілка журналістів Росії (СЖР).
17 листопада 1990 року пройшов засновницький з'їзд Спілки журналістів РРФСР, Спілка журналістів СРСР припинила існування.
1992 року З'їзд Спілки журналістів РРФСР заснувала Спілка журналістів РФ. В цей же час йшло формування Міжнародної конфедерації журналістських союзів країн СНД.
Сьогодні Спілка журналістів Росії є одною з найбільших в Європі. Вона об'єднує понад 100 тисяч чоловік. У Спілку входять 84 регіональних організації, а також понад 40 творчих асоціацій, гільдій і об'єднань. Спілка журналістів Росії активно співпрацює з професійними журналістськими організаціями багатьох країн світу. Від 1995 року вона входить в Міжнародну федерацію журналістів.
Від 1996 року Спілка журналістів Росії проводить фестивалі ЗМІ. Від 2003 року фестиваль отримав постійну прописку в Дагомисі, а від 2007 року — статус Міжнародного.
Головою Спілки журналістів Росії є Всеволод Леонідович Богданов, генеральним секретарем — Ігор Олександрович Яковенко.